# Puerto Pirámides
Puerto Pirámides is een plaats in het Argentijnse bestuurlijke gebied Biedma bij het schiereiland Valdés in de provincie Chubut. De plaats telt 429 inwoners.
Er is hier toerisme vanwege de diverse diersoorten zoals walvissen en zeeleeuwen.